# عنوان‌های مریم

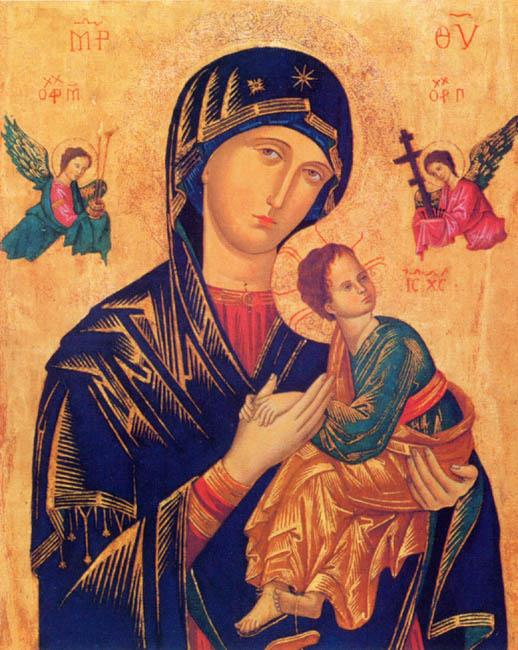
۲۱۰} نگارهٔ بیزانس، احتمالاً کشیده‌شده در سدهٔ ۱۳ یا ۱۴ میلادی. اکنون در رم

مریم با عناوینِ بسیاری مانندِ مادرِ مقدّس، مَدونا، بانوی ما و با القابی هم‌چون ستارهٔ دریا، شه‌بانوی آسمان، علتِ شادیِ ما و دعاواره‌هایی مثلِ پاناگیا، مادرِ رحمت و در پایان با نام‌هایی مرتبط با مکان‌ها مثلاً بانوی لُرِتوییِ ما و بانوی گوآدالوپیِ ما شناخته می‌شود.
همهٔ این وصفگری‌ها، به همان مریم، مادرِ عیسی مسیح (در عهدِ جدید) اشاره دارند و کاتولیک‌های روم، ارتدکس‌هایِ شرقی، ارتدکس‌هایِ مشرقی و برخی از آنگلیکن‌ها، آن‌ها را به شیوه‌های مختلفی استفاده می‌کنند. (توجه کنید که مریمِ مَجدَلیه، مریمِ کلوپا و مریمِ سالومه زنانِ متفاوتی هستند).
برخی وصف‌گری‌ها از مریم را می‌توان به‌درستی «عنوان» خواند، همان‌هایی که طبیعتی جزمی دارند، در حالی که برخی از آن‌ها دعاواره هستند. سایرِ وصف‌گری‌ها، شاعرانه یا تمثیلی هستند یا این‌که وِجههٔ قانونی و شرعیِ آن‌ها سُست یا حتی ناموجود است. با این حال، بخشی از دین‌داریِ همگانیِ مسیحیان را شکل می‌دهند. این وصف‌گری‌ها، با درجاتِ مختلفی نزدِ مقاماتِ کلیسا پذیرفته شده‌اند. گروهی دیگر از عناوین هستند که به نگاره‌های مریم در هنرِ مریمانیِ کاتولیک و به طورِ کلّی هنر اشاره می‌کنند. طیفِ وسیعی از عناوینِ مریمانی نیز به تنظیمات موسیقی تعلق دارد.

## بافتارِ تاریخی و فرهنگی

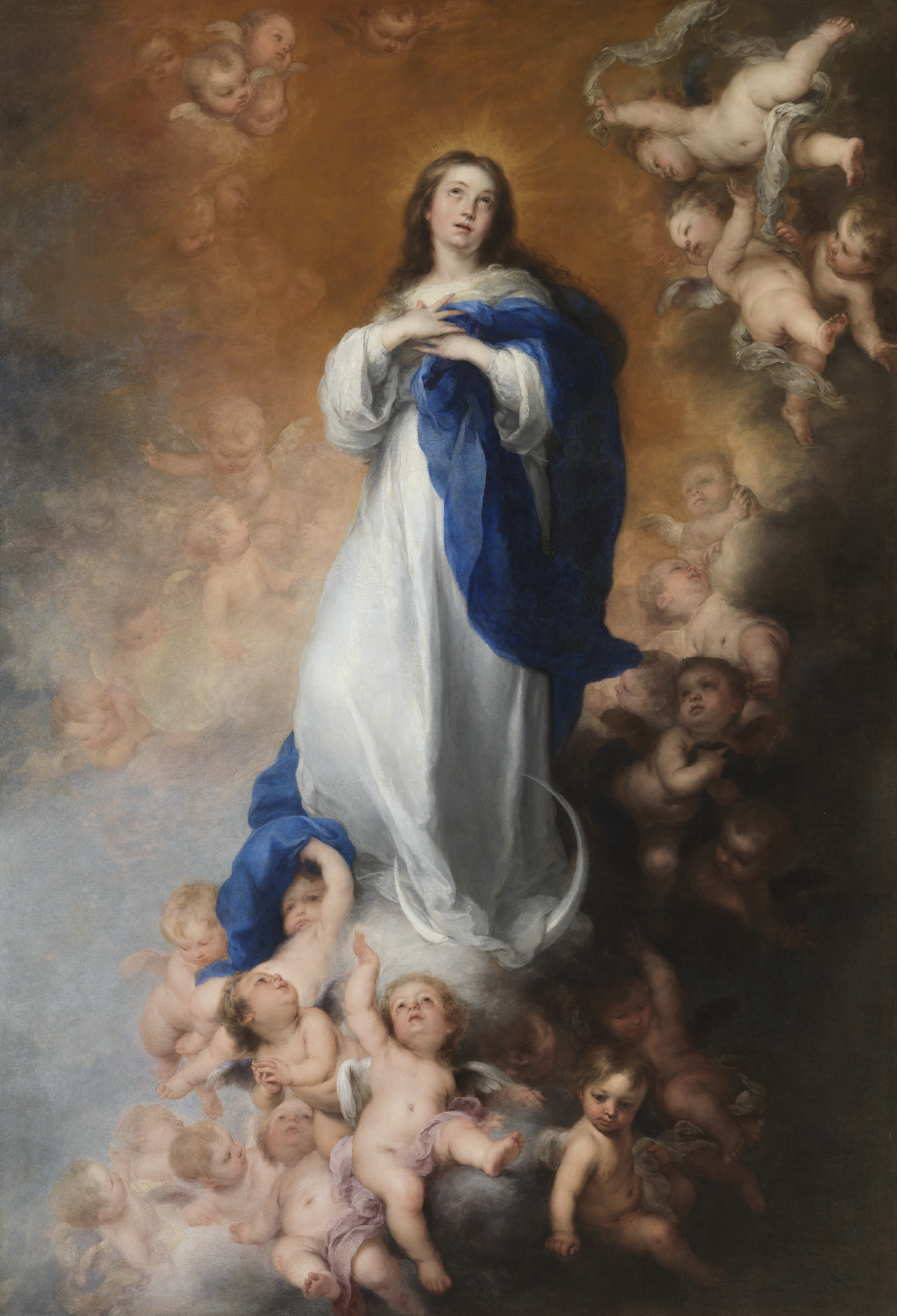
در بیشتر نقاشی‌های «لقاح معصوم» اثر بارتولومه استبان موریلو، که حدود بیست و چهار نقاشی از آنها را کشیده است، مریم مقدس با لباسی سفید و شنلی آبی، دستانش را به صورت ضربدری روی سینه‌اش قرار داده و همزمان هلال ماه را در کنار پاهایش و نگاهش را به آسمان دوخته است. این اثر توسط جاستینو دِ نوِه (۱۶۲۵-۱۶۸۵)، که از کشیشان کلیسای جامع سویل بود، برای بیمارستان دِ لوس ونِرابلز در شهر سویل به موریلو سفارش داده شد

شمارِ نسبتاً زیادی از عناوینی که به مریم داده شده‌اند را می‌توانیم به روش‌های مختلفی توضیح دهیم. برخی عناوین به دلایلِ جغرافیایی و فرهنگی رشد کردند؛ برای مثال از طریقِ احترام به نمادهای خاص؛ برخی دیگر هم مربوط به تجلیاتِ مریم بودند.
باورمندان، در طیفی گسترده از نیازهایِ انسانی در موقعیت‌های مختلف، شفاعتِ مریم را می‌جویند. همین هم باعثِ پیدایشِ عناوینِ بسیاری برای او شده‌است (مشاورِ نیکو، دست‌گیرِ بیماران و غیره). افزون‌براین‌ها، سرسپردگیِ دینی و اندیشیدن به زوایای مختلفِ نقشِ مریم در زندگیِ عیسی، باعثِ پدیدآمدنِ عنوان‌های دیگری نیز شده؛ مانندِ «بانوی غم‌های ما». و بازهم عنوان‌های بیشتری هستند که از اصول و آموزه‌هایی مثلِ عروجِ مریم، خواب‌رفتِ مادرِ خدا و لقاحِ پاک گرفته‌شده‌اند.
بزرگداشتِ مریم یا «فرقهٔ عبادی» در سال ۴۳۱ ب.م. تثبیت شد، یعنی هنگامی که در شورای اِفِسوس، عبارتِ تئوتوکوس (مریم، حامل یا مادرِ خدا) به عنوانِ یک اصلِ ایمانی اعلام شد. پس از آن، عباداتِ مریمانه، که محورش روابطِ ظریف و پیچیده میانِ مریم، عیسی و کلیسا بود، نخست در شرق و سپس در غرب شکوفا شد.
اصلاحات، نقشِ مریم را در بسیاری از جاهای اروپا در سده‌های ۱۶ و ۱۷ میلادی کاهش داد. شورای تِرنت و اصلاحِ متقابلِ کاتولیک، عباداتِ مریمانه را در اروپای غربی تشدید کردند. تقریباً در همان دوره، مریم به ابزاری برای تبشیر در قارهٔ آمریکا و بخش‌هایی از آسیا و آفریقا تبدیل شد، مثلاً، گزارش‌هایی از تجلیاتِ مریم در کلیسای بانوی گوآدالوپِ ما، منجر به گرویدنِ شمارِ زیادی به مسیحیت در مکزیک شد.
در پیِ اصلاحات، ادبیاتِ باروک در موردِ مریم رشدِ بی‌سابقه‌ای را تجربه کرد، به طوری که فقط بیش از ۵۰۰ نوشتهٔ مریم‌شناسانه در همان سدهٔ هفدهم وجود داشت. بعدها، در عصرِ روشنگری، تأکید بر پیشرفتِ علمی و عقل‌گرایی، الهیاتِ کاتولیک و مریم‌شناسی را در سدهٔ هجدهم، در حالتِ تدافعی قرار داد. کتاب‌هایی مانندِ جلال‌های مریم به قلمِ آلفونسوس لیگوری در دفاع از فرقهٔ مریم نوشته شدند.

## عنوان‌های جزمی

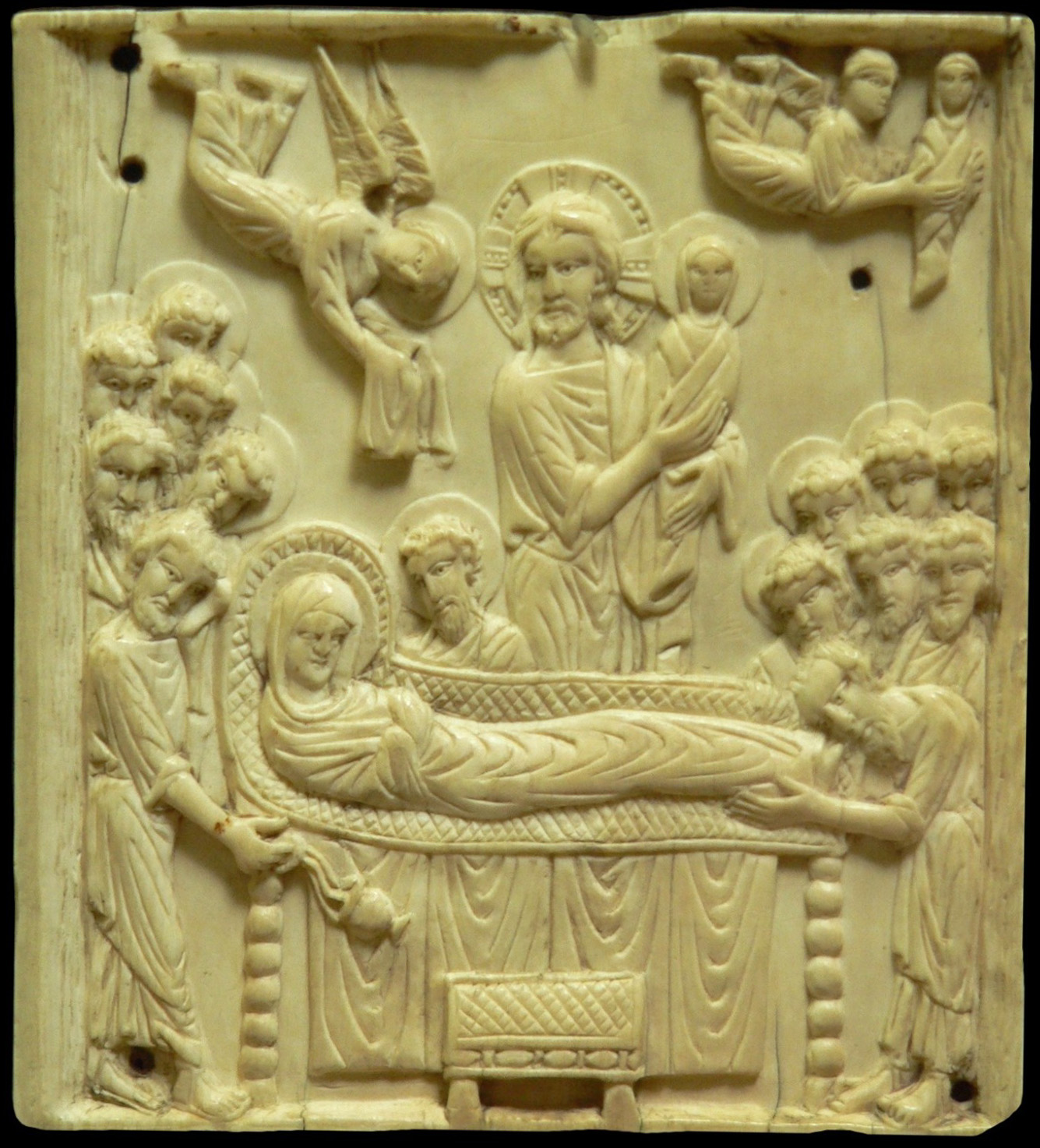
خواب‌رفتِ مادرِ خدا، سدهٔ دهُمِ میلادی، پلاکِ عاجی، در کلونیِ فرانسه

- مادرِ خدا: شورای افسوس در سالِ ۴۳۱ فرمان داد که مریم، تئوتوکوس، یعنی حاملِ خدا است زیرا پسرش عیسی، هم خدا و هم انسان است: یک شخصِ الاهی با دو طبیعت (الاهی و انسانی).[۵] این نام در غرب با عنوانِ «Mater Dei» یا «مادرِ خدا» ترجمه شد. عنوانِ «مادرِ مبارک» نیز از همین‌جا گرفته شده.

در کلیساهای ارتدوکس و کلیساهای کاتولیکِ شرقی، عروجِ مریم، ممکن است به صورتِ خواب‌رفتِ مادرِ خدا ترجمه شود. این یک جشنِ مهم است، البته براساسِ کتابِ مقدس نیست بلکه ریشه در سنتِ تأییدشده دارد.

## عنوان‌های نخستینِ مریم

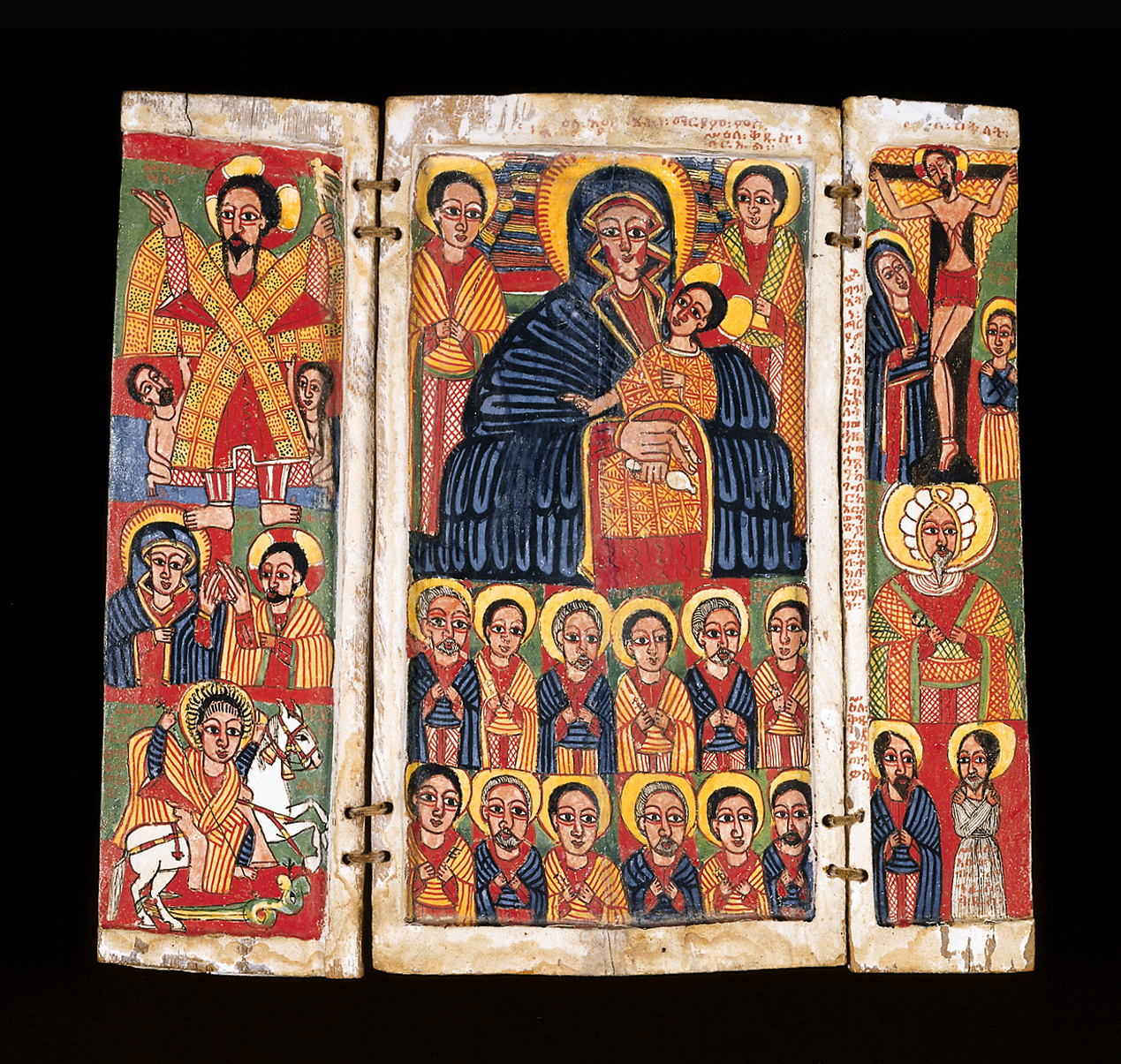
مدونا و کودک در میانِ قدیسانِ اتیوپیایی، اتیوپی، میانه‌های سدهٔ هفدهم.

«بانوی ما» عنوانِ رایجی‌ست که به مریم، به نشانهٔ احترام و افتخار داده می‌شود. در زبانِ فرانسه، او را «نوتْرْدام» و در اسپانیایی «Nuestra Señora» می‌نامند.

## عنوان‌های عبادی
در لیتانی‌های لورِتو، مریم با بیش از پنجاه عنوانِ جداگانه، مانندِ «پاک‌ترین مادر»، «باکرهٔ بَس-دور-اندیش» و «علتِ شادی ما» خوانده می‌شود.

### مریم‌شناسیِ یزدان‌شناسیک

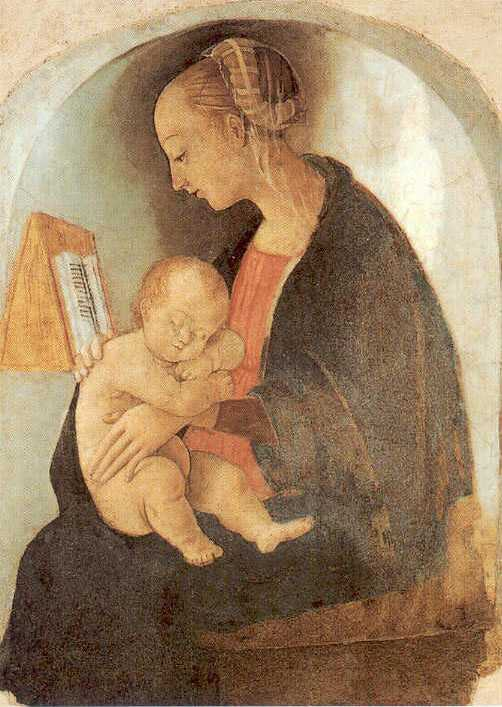
مدونا و کودک، اثرِ رافائل، اوربینو ۱۴۹۸

به استثنای عیسی مسیح که باور دارند طبیعتی دوگانه اعم از انسانی و الاهی دارد، مریمِ مقدس در میانِ بسیاری از مسیحیان، به عنوانِ انسانی ویژه شناخته می‌شود که درباره‌اش اصلِ ایمانی وجود دارد. او با چهار اصلِ ایمانیِ گوناگون و عنوان‌های پُرشُمارِ مریمانی در ارتباط است. دعاواره‌ها، عناوین و هنرِ مسیحی، گواهِ نقشِ برجسته‌ای‌ست که وی در تاریخ و برنامهٔ نجات در بخش‌هایی از جهانِ مسیحیت به‌دست آورده است. گرچه بسیاری از کلیساهای [عمدتاً اصلاح‌شده] را با این باور کاری نیست.
در نیایشِ درود بر مریم، فرشتهٔ مقرّب، جبرئیل، هنگامی که به نامِ خدا بشارتِ زایشِ عیسی را می‌دهد، مریم را «لبریز از لطفِ الاهی» خطاب می‌کند. اعتقادنامهٔ نیقیه، اعلام می‌کند که «روحُ القدس و مریم، عیسی را تجسم بخشیدند و او انسان آفریده شد». این امر باعثِ پیدایشِ وصفِ «همسرِ روح‌القدس» شده‌است.
سنّتِ مسیحی می‌گوید که روحُ‌القدس، مادرِ باکرهٔ خدا را مسح کرد، از این رو او را با شاهان، پیامبران، قضات و کاهنانِ اعظمِ اسرائیل و آن‌گونه که می‌گویند عیسی مسیح، برابر قرار داد؛ همین هم به نوبهٔ خود راه را برای عنوان‌های زیر هموار کرد:
- پشتیبانِ کلیسا (مانندِ قضاتِ اسرائیل)
- واسطهٔ همهٔ نعمت‌ها[۸] (مانندِ کاهن اعظم اسرائیل)
- شه‌بانوی فرشتگان (مانند پادشاهانِ اسرائیل): نقاشی‌های تاج‌گذاریِ باکِره، نشان‌دهندهٔ سلسله‌مراتبِ فرشتگانِ خداست در حالی که خدمت به مریم را برایِ همیشه آغاز می‌کنند پس از اینکه مریم می‌پذیرد مادرِ خدا باشد.
- می‌گویند که تجلیاتِ مریمانی، گواهی بر داده‌شدنِ موهبتِ پیامبری به مریم است.

در کلیساهای کاتولیکِ روم و کلیساهای ارتدکس، مادرِ باکِرهٔ خدا به شکلِ ویژه‌ای بزرگ داشته می‌شود که به آن در یونانی «hyperdulia» گفته می‌شود، یعنی بزرگ‌داشتی که تنها یک درجه از بزرگ‌داشتِ خدایِ سه‌گانه پایین‌تر است. مریم از این جهت موردِ ستایش و احترام قرار می‌گیرد که هیچ موجودِ دیگری -فرشته یا انسان- قدرتی بیش از مریم ندارد تا در توزیعِ فضل به فرزندانش نزد خدا شفاعت کند.

## عنوان‌های مرتبط با نگاره‌هایِ عبادی

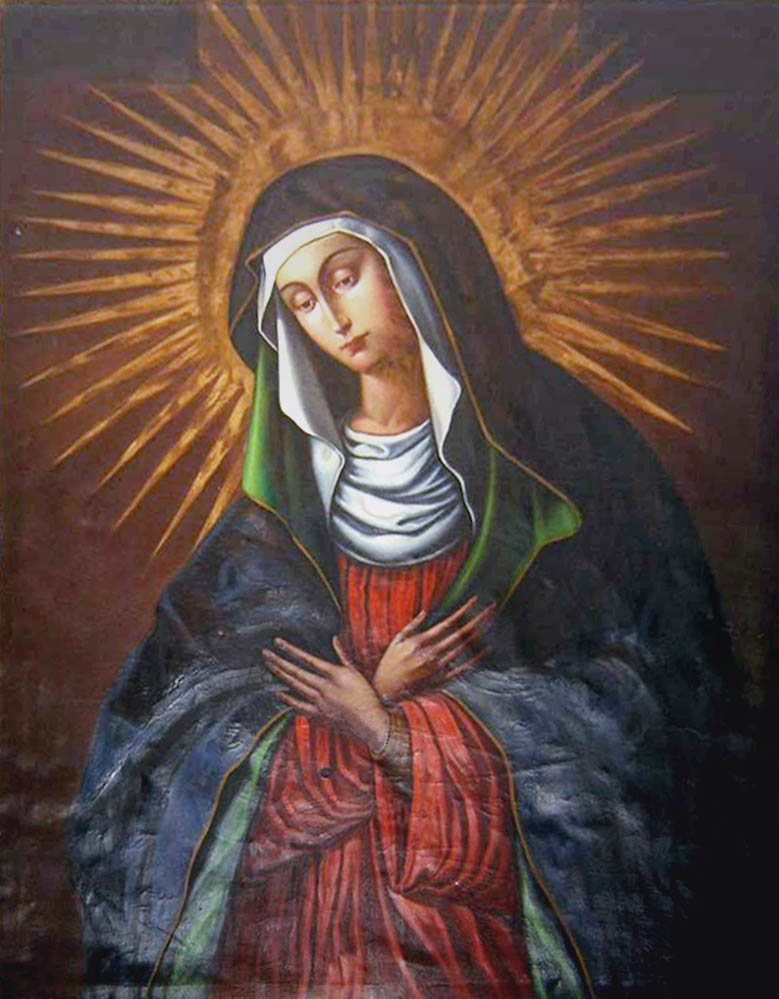
بانوی رحمتِ ما، اثرِ ویلنیوس

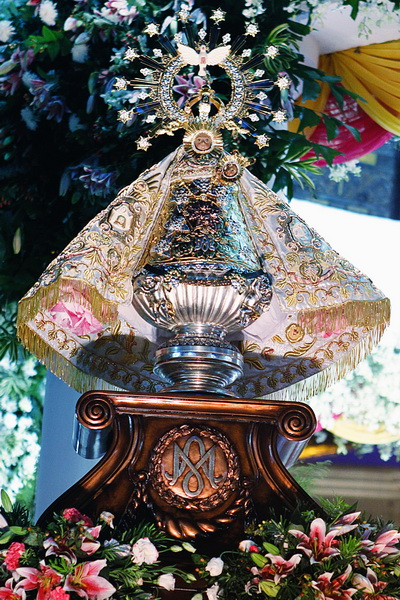
بانوی پِنیافرانسیایِ ما در شهرِ ناگا، فیلیپین

## عنوان‌های مرتبط با تجلیاتِ مریم

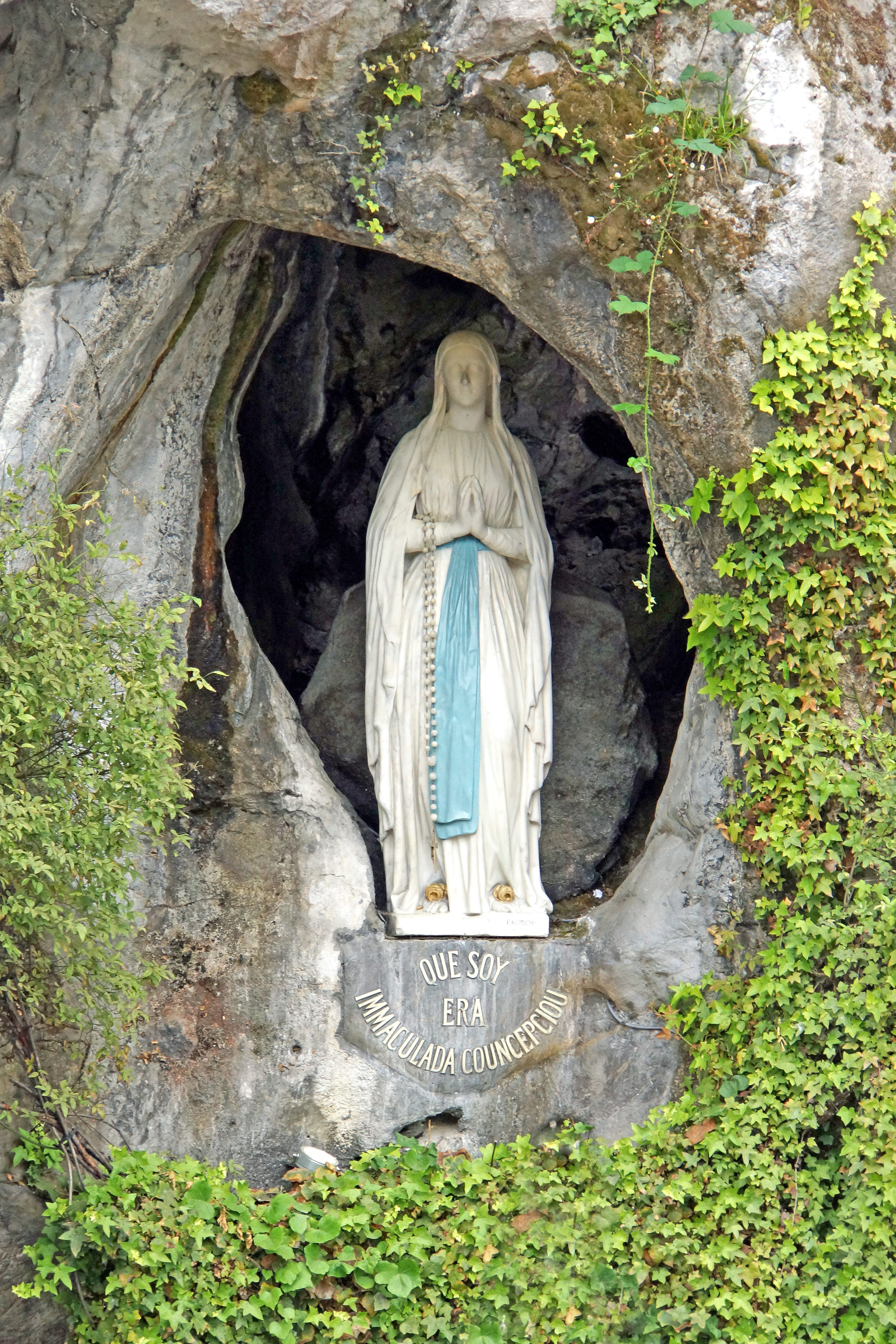
بانوی تسبیحِ ما، لوردز

## عنوان‌ها در کلیسای ارتدکس

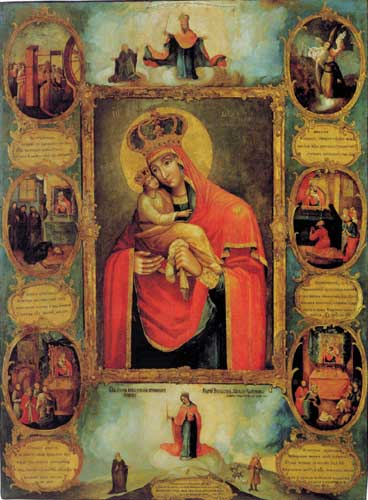
تئوتوکوس اثر پوچایف

تئوتوکوس به معنیِ «حاملِ خدا» بوده و به صورتِ «مادرِ خدا» ترجمه می‌شود. این عنوان در سومین مجمعِ جهانگیرِ اِفِسوس در سالِ ۴۳۱ بعد از میلاد، به مریم داده شد (بسنجید با لوقا ۱:۴۳).

## عناوینِ مریم در اسلام
در قرآن، با عناوینِ زیر به مریم ارجاع داده می‌شود:
- مَعصومَه (بانویی که هرگز گناه نکرده‌است)
- مُصطفیه (بانوی برگزیده)
- نور (روشنی)
  - به مریم «امِّ نور» (مادرِ روشنی) نیز گفته‌اند که در آن، روشنی به عیسی اشاره دارد.
- قانتة (بانوی همواره‌پرستش‌کننده و فرمان‌بردار)
- راکعة (بانوی رکوع‌کننده)
- صائمة (بانوی روزه‌دار)
- ساجدة (بانوی سجده‌کننده)
- صدیقة (بانوی تصدیق‌کننده یا ایمان‌آورنده یا آن‌که صادقانه ایمان دارد)

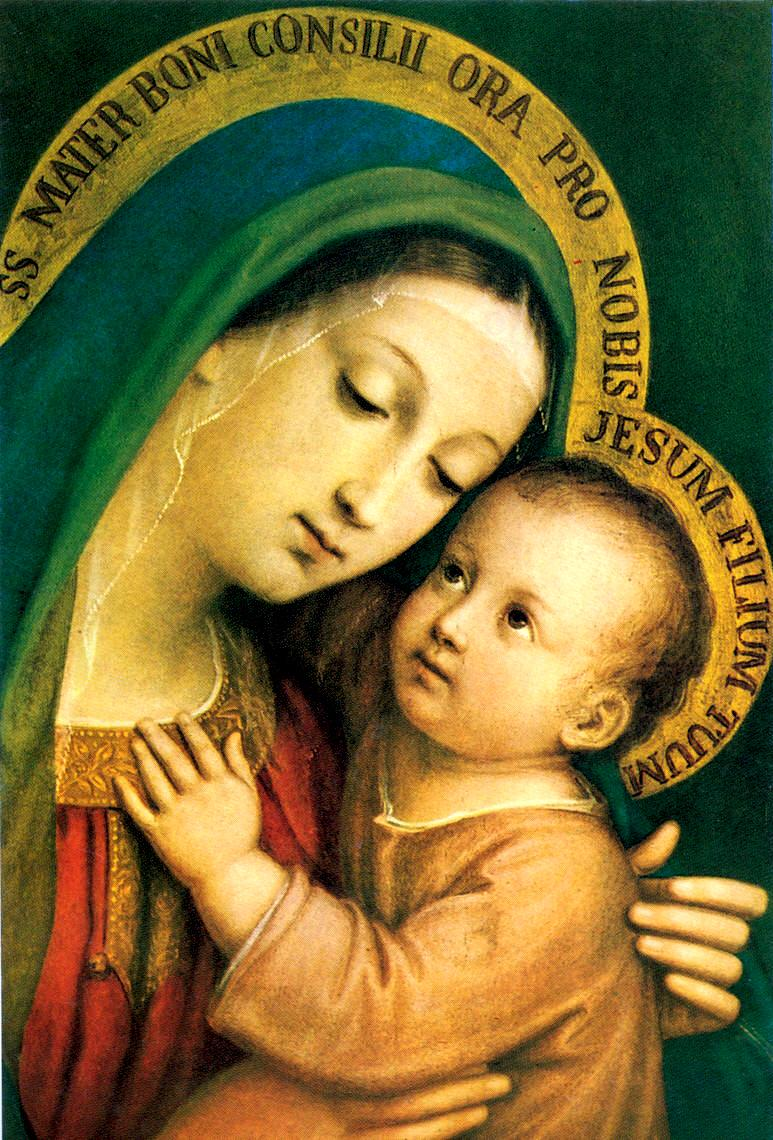
نیکوبانوی مشاورِ ما، اثرِ پاسکواله سارولو، سدهٔ نوزدهم.

- طاهرة (بانوی پاک‌شده)